# Ripollès
Ripollès – comarca (powiat) w Katalonii w Hiszpanii. Siedzibą comarki jest Ripoll. Zajmuje powierzchnię 958,7 km² i liczy 26 366 mieszkańców. Comarka graniczy bezpośrednio z Francją.

## Gminy
- Campdevànol
- Campelles
- Camprodon
- Gombrèn
- Llanars
- Les Llosses
- Molló
- Ogassa
- Pardines
- Planoles
- Queralbs
- Ribes de Freser
- Ripoll
- Sant Joan de les Abadesses
- Sant Pau de Segúries
- Setcases
- Toses
- Vallfogona de Ripollès
- Vilallonga de Ter